# La Celle-Condé
La Celle-Condé ist eine französische Gemeinde mit 191 Einwohnern (Stand: 1. Januar 2022) im Département Cher in der Region Centre-Val de Loire; sie gehört zum Arrondissement Saint-Amand-Montrond und zum Kanton Châteaumeillant. 

## Geographie
La Celle-Condé liegt etwa 38 Kilometer südsüdwestlich von Bourges am Fluss Arnon Hier entspringt auch sein späterer Zufluss Nouzet. Umgeben wird La Celle-Condé von den Nachbargemeinden Villecelin im Norden, Montlouis im Nordosten und Osten, Lignières im Osten und Süden, Saint-Hilaire-en-Lignières im Süden und Westen sowie Chezal-Benoît im Nordwesten.

## Bevölkerungsentwicklung
| Jahr                       | 1962 | 1968 | 1975 | 1982 | 1990 | 1999 | 2008 | 2019 |
| Einwohner                  | 349  | 323  | 253  | 217  | 181  | 180  | 198  | 195  |
| Quellen: Cassini und INSEE |      |      |      |      |      |      |      |      |

## Sehenswürdigkeiten
- Kirche Saint-Denis in Condé, seit 1862 Monument historique
- Kirche Saint-Germain in La Celle, seit 1998 Monument historique
- Schloss Le Plessis, seit 1948 Monument historique

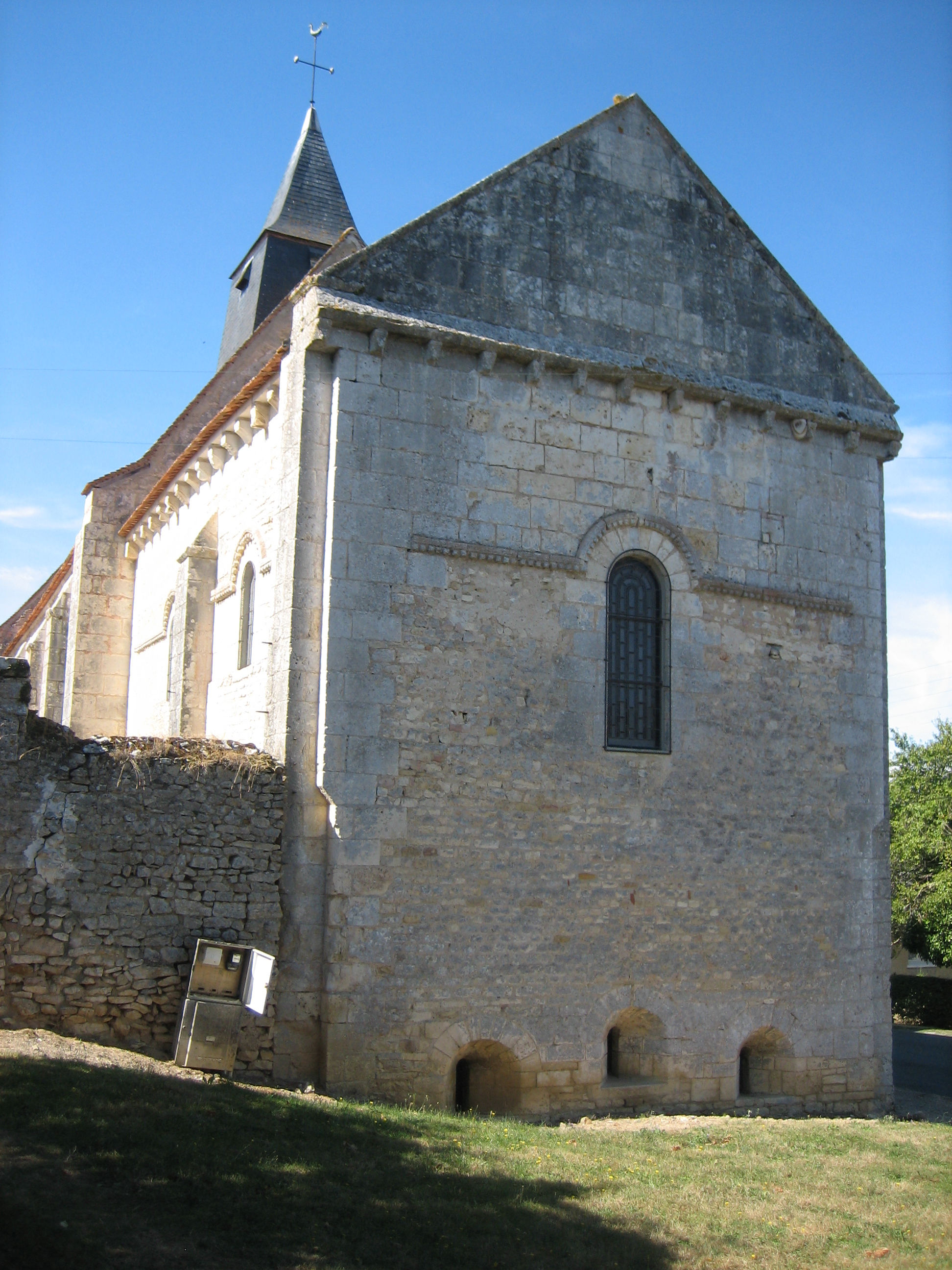
Kirche Saint-Denis
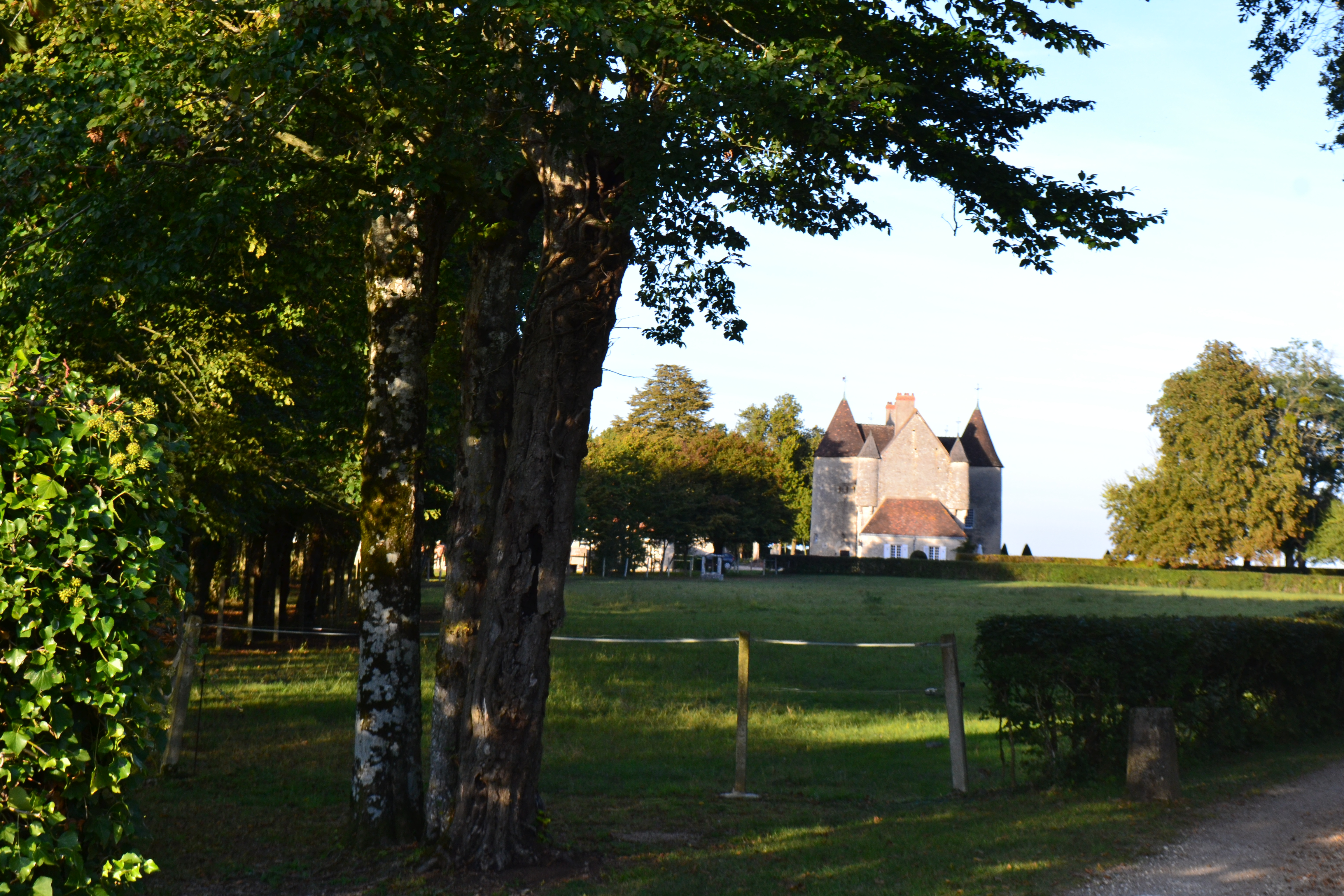
Schloss Le Plessis
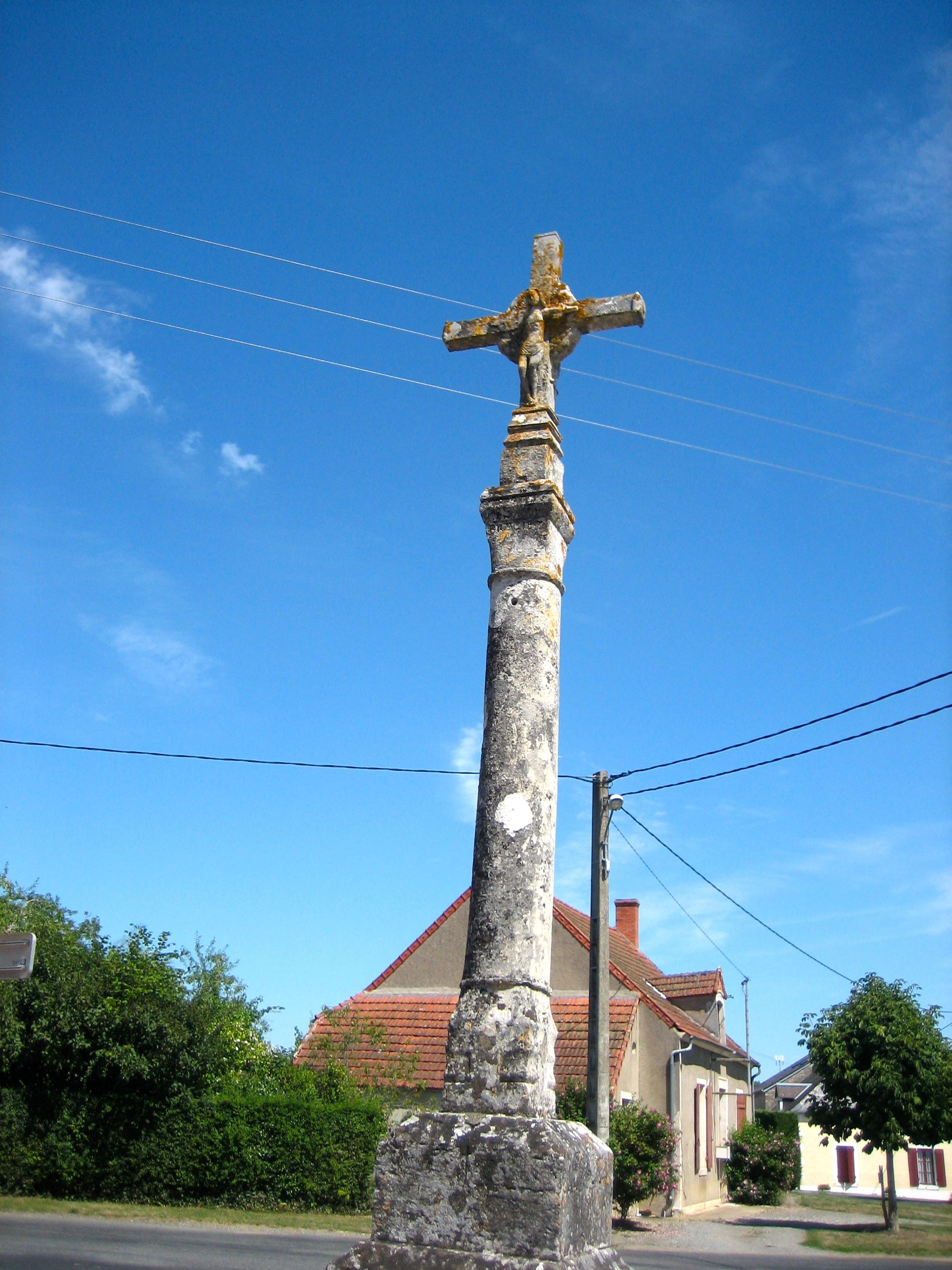
Wegkreuz

## Persönlichkeiten
- Charles de L’Aubespine (1580–1653), Kanzler (Siegelbewahrer) Frankreichs, hier geboren